# David Shallon
David Shallon est un chef d'orchestre israélien né le 15 octobre 1950 à Tel-Aviv et mort le 15 septembre 2000 à Tokyo.

## Biographie
David Shallon naît le 15 octobre 1950 à Tel-Aviv,.
Il étudie dans sa ville natale le violon et le cor, joue au sein de différents orchestres et travaille la composition et la direction d'orchestre avec Noam Sheriff, puis auprès d'Hans Swarowsky à l'Académie de musique de Vienne, où il est diplômé après deux ans d'études.
Entre 1974 et 1979, David Shallon est assistant de Leonard Bernstein et fait ses débuts à Vienne en dirigeant la Troisième symphonie de Gustav Mahler.
En 1979, il dirige Fidelio de Beethoven au Staatsoper et est dès lors invité à diriger de nombreux orchestres en Allemagne et en Autriche.
En 1980, il fait ses débuts aux États-Unis et, à partir de 1983, collabore avec la Junge Deutsche Philharmonie (en).
David Shallon est chef permanent de l'Orchestre symphonique de Düsseldorf entre 1987 et 1993, directeur musical de l'Orchestre symphonique de Jérusalem entre 1992 et 2000 et chef de l'Orchestre philharmonique du Luxembourg à partir de 1997,.
Défenseur de la musique de son temps, il crée à la baguette des œuvres de Gottfried von Einem (Jesu Hochzeit, opéra, 1980), Michael Jarrell (Instantanés, 1986) et Gil Shohat (en) (Dry Bones Visions, 1998), notamment.
David Shallon meurt à Tokyo le 15 septembre 2000, des suites d'une crise d'asthme,. Il était l'époux de l'altiste Tabea Zimmermann.